# マイク・エルジオーニ
マイク・エルジオーニ（英語: Mike Eruzione、1954年10月25日 - ）は、アメリカ合衆国マサチューセッツ州ウィンスロップ出身の元プロアイスホッケー選手。ポジションはレフト・ウィング。

## 経歴
地元のユースチームに入りアイスホッケーを始めた。高校3年次にはチームキャプテンを務めた。Berwick Academyで1年間ホッケーの腕を磨いた後、ボストン大学へ進学した。彼は4年間で平均20得点以上をあげ1975年、1976年にはアイスホッケー世界選手権にも出場した。その後IHLのトレド・ゴールディガーズに加入し1978年の新人王を獲得、チームもターナー・カップを制した。
1980年のレークプラシッドオリンピックではアメリカ合衆国代表キャプテンを務め、チェコスロバキア戦で1-1からの勝ち越しゴールを記録した。ノルウェー戦でのゴールに続いて当時世界最強と言われたソビエト連邦戦で第3ピリオド10分に決勝ゴールを決め、チームは4-3で勝利した。この試合は後に氷上の奇跡と呼ばれるようになっている。その後チームはフィンランドも降し、金メダルを獲得した。
オリンピック閉幕後、NHLのニューヨーク・レンジャースからも誘いがかかったが彼は現役生活に終止符を打った。彼はUSAネットワークの解説者となりニューヨーク・レンジャース、ニュージャージー・デビルズの試合解説やオリンピック解説などを行っている。
また母校のボストン大学でも3シーズン、アシスタントコーチを務めた。ネブラスカ州オマハに本拠地を置くUSHLのオマハ・ランサーズのパートオーナーにもなっている。
2002年ソルトレークシティオリンピックの開会式に元チームメートたち16人と登場し聖火の最終点火者の1人となった。

## エルジオーニを演じた人物
1981年のテレビ番組ではアンドリュー・スティーヴンスが彼を演じた。また2004年のディズニー映画、ミラクルではパトリック・オブライエン・デムジーが演じている。